# Liste der Naturdenkmale in Bad Peterstal-Griesbach
| Naturdenkmale | Anzahl |
| ------------- | ------ |
| FND           | 2      |
| END           | 2      |
| Gesamt        | 4      |

Die Liste der Naturdenkmale in Bad Peterstal-Griesbach nennt die verordneten Naturdenkmale (ND) der im baden-württembergischen Ortenaukreis liegenden Gemeinde Bad Peterstal-Griesbach. In Bad Peterstal-Griesbach gibt es insgesamt vier als Naturdenkmal geschützte Objekte, davon zwei flächenhafte Naturdenkmale (FND) und zwei Einzelgebilde-Naturdenkmale (END).
Stand: 31. Oktober 2016.

## Flächenhafte Naturdenkmale (FND)
| Name                     | Bild | Kennung     | Einzelheiten            | Position | Fläche Hektar | Datum         |
| ------------------------ | ---- | ----------- | ----------------------- | -------- | ------------- | ------------- |
| Wasserfall               |      | 83170080001 | Bad Peterstal-Griesbach | ???      | 1,0           | 25. Aug. 1943 |
| Wasserfall               |      | 83170080002 | Bad Peterstal-Griesbach | ???      | 0,0           | 25. Aug. 1943 |
| Legende für Naturdenkmal |      |             |                         |          |               |               |

## Einzelgebilde (END)
| Name                     | Bild | Kennung     | Einzelheiten            | Position | Fläche Hektar | Datum        |
| ------------------------ | ---- | ----------- | ----------------------- | -------- | ------------- | ------------ |
| 2 Buchen                 |      | 83170080003 | Bad Peterstal-Griesbach | ???      | 0,0           | 3. Apr. 1952 |
| 2 Linden                 |      | 83170080004 | Bad Peterstal-Griesbach | ???      | 0,0           | 3. Okt. 1988 |
| Legende für Naturdenkmal |      |             |                         |          |               |              |